# Catilina (tragédie)
Pour les articles homonymes, voir Catilina (homonymie).
Catilina est une tragédie en 5 actes et 7 tableaux accompagnée d'un prologue écrit par Alexandre Dumas en collaboration avec Auguste Maquet en 1848.

## Résumé de l'œuvre
Cette œuvre a été écrite davantage pour être lue par les amateurs d'Antiquité que pour être représentée.
Elle prend racine (prologue) en -79 quand Catilina viole une vestale. La pièce respecte en ses cinq actes l'unité de temps, en 63 av. J.-C., lors des élections consulaires. Rome est vue à travers plusieurs personnages, un vétéran de Sylla ou un jeune Romain pas encore citoyen. La pièce prend fin tragiquement pour Catilina : politiquement, il n'a pas été élu consul et surtout sentimentalement où sa femme jalouse, Aurélia Orestilla a tué Charinus, le jeune homme qu'il aurait eu avec la vestale.

## Catilina, ancré dans l'histoire
Dans sa tragédie, Dumas fait converser plusieurs personnages historiques dont Jules César, Cicéron et Caton ; La femme controversée de Catilina, Aurélia Orestilla, ainsi que des conjurés tels que Curius et Lentulus et Fulvia, celle qui dénonça auprès de Cicéron la conjuration et le terrible danger que courait Rome.

## Commentaire
Dans cette œuvre, contrairement à Rome sauvée de Voltaire, Catilina est considéré comme un homme avec les mêmes sentiments. Cicéron lui-même contre Catilina semble plus infâme que lui pour le lecteur. Dumas et Macquet représentent Catilina comme une victime, perdu par son amour pour Charius et Marcia.